# Letts腈合成
Letts腈合成（Letts nitrile synthesis）
芳香族羧酸与金属硫氰酸盐作用，得到相应的腈类。